# Guzmán Abajo
Guzmán Abajo es un barrio ubicado en el municipio de Río Grande en el estado libre asociado de Puerto Rico. En el Censo de 2010 tenía una población de 7367 habitantes y una densidad poblacional de 398,49 personas por km².

## Geografía
Guzmán Abajo se encuentra ubicado en las coordenadas 18°21′17″N 65°50′42″O / 18.35472, -65.84500. Según la Oficina del Censo de los Estados Unidos, Guzmán Abajo tiene una superficie total de 18.49 km², de la cual 18.43 km² corresponden a tierra firme y (0.29%) 0.05 km² es agua.

## Demografía
Según el censo de 2010, había 7367 personas residiendo en Guzmán Abajo. La densidad de población era de 398,49 hab./km². De los 7367 habitantes, Guzmán Abajo estaba compuesto por el 63.21% blancos, el 25.34% eran afroamericanos, el 0.45% eran amerindios, el 0.2% eran asiáticos, el 0.01% eran isleños del Pacífico, el 7.4% eran de otras razas y el 3.38% pertenecían a dos o más razas. Del total de la población el 99.24% eran hispanos o latinos de cualquier raza.